# Rawmier Chabibullin
Rawmier Chasanowicz Chabibullin (ros. Равмер Хасанович Хабибуллин, ur. 10 lipca 1933 we wsi Czekmaguszewo, zm. 1 września 2011) – radziecki polityk, I sekretarz Baszkirskiego Komitetu Obwodowego KPZR (1987-1990).
Po odbyciu służby w Armii Radzieckiej 1961 studiował w Instytucie Naftowym w Ufie, później pracował w przemyśle naftowym. Od 1970 szef Zarządu Zjednoczenia „Tatnieft´”, od 1977 dyrektor generalny zjednoczenia produkcyjnego „Piermnieft´”, 1986-1987 szef Głównego Zarządu Projektowania i Kapitalnego Budownictwa Ministerstwa Przemysłu Naftowego ZSRR. Od 23 czerwca 1987 do 10 lutego 1990 I sekretarz Baszkirskiego Komitetu Obwodowego KPZR. Deputowany do Obwodowego Rady Deputatów Ludowych w Permie, deputowany do Rady Najwyższej Baszkirskiej ASRR i do Rady Najwyższej ZSRR, członek Prezydium tej rady.

## Odznaczenia
- Order Rewolucji Październikowej
- Order Czerwonego Sztandaru Pracy
- Order „Znak Honoru”

I wiele medali.